# Longichneumon nitidus
Longichneumon nitidus är en stekelart som beskrevs av Heinrich 1934. Longichneumon nitidus ingår i släktet Longichneumon och familjen brokparasitsteklar. Inga underarter finns listade i Catalogue of Life.